# Klepaczów
Klepaczów (Klepaczew, ukr. Клепачів) – wieś na Ukrainie w rejonie łuckim obwodu wołyńskiego.
Znajduje tu się przystanek kolejowy Klepaczów, położony na linii Zdołbunów – Kowel.

## Historia
Pod koniec XIX w. wieś w gminie Rożyszcze, w powiecie łuckim.
Do 2020 w rejonie kiwereckim. 